# Пембертон (Њу Џерзи)
Пембертон (енгл. Pemberton) град је у америчкој савезној држави Њу Џерзи.

## Демографија
По попису из 2010. године број становника је 1.409, што је 199 (16,4%) становника више него 2000. године.
| Група             | 2000.       | 2010.       |
| Белци             | 899 (74,3%) | 943 (66,9%) |
| Афроамериканци    | 154 (12,7%) | 215 (15,3%) |
| Азијати           | 29 (2,4%)   | 46 (3,3%)   |
| Хиспаноамериканци | 104 (8,6%)  | 179 (12,7%) |
| Укупно            | 1.210       | 1.409       |